# Берекели
Берекели (каз. Берекелі, до 2008 г. — Целинное) — село в Келесском районе Туркестанской области Казахстана. Входит в состав Бирлесуского сельского округа. Код КАТО — 515443400.

## Население
В 1999 году население села составляло 215 человек (118 мужчин и 97 женщин). По данным переписи 2009 года, в селе проживало 309 человек (150 мужчин и 159 женщин).